# Camille Decoppet

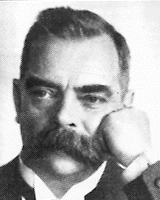
Camille Decoppet

Camille Decoppet (ur. 4 czerwca 1862 zm. 14 stycznia 1925), szwajcarski polityk, członek Rady Związkowej od 17 lipca 1912 do 7 listopada 1919. Kierował następującymi departamentami:
- Departament Spraw Wewnętrznych (1912)
- Departament Sprawiedliwości i Policji (1913)
- Departament Obrony (1914 – 1919)[1]

Był członkiem Radykalno-Demokratycznej Partii Szwajcarii.
Przewodniczył Radzie Narodowej (1906 – 1907). Pełnił też funkcje wiceprezydenta (1915) i prezydenta (1916) Konfederacji.